# Неустроев, Александр Николаевич
Александр Николаевич Неустроев (14 (26) ноября 1825 года — 13 (26) марта 1902 года) — российский библиофил и библиограф, меценат, благотворитель, общественный деятель. Собиратель редких русских рукописей, гравюр, изданий и старинных вещей. Действительный статский советник (1898).

## Деятельность
Родился в купеческой семье. Отец — Николай Иванович Неустроев (6.12.1800 — 4.8.1860), мать — Анна Михайловна Неустроева (урождённая Руткина, 1808 — 14.4.1832). Получил домашнее образование. В 1843 году устроил в Петергофе на свои средства музей изданных в России книг (впоследствии музей сгорел). В гражданскую службу вступил 30 августа 1849 года.
После похищения лучшей части его коллекции все собираемые им книги и редкости жертвовал научным и общественным учреждениям. Всего им было передано более 80 тысяч томов, из них 17 тысяч — Императорской публичной библиотеке.

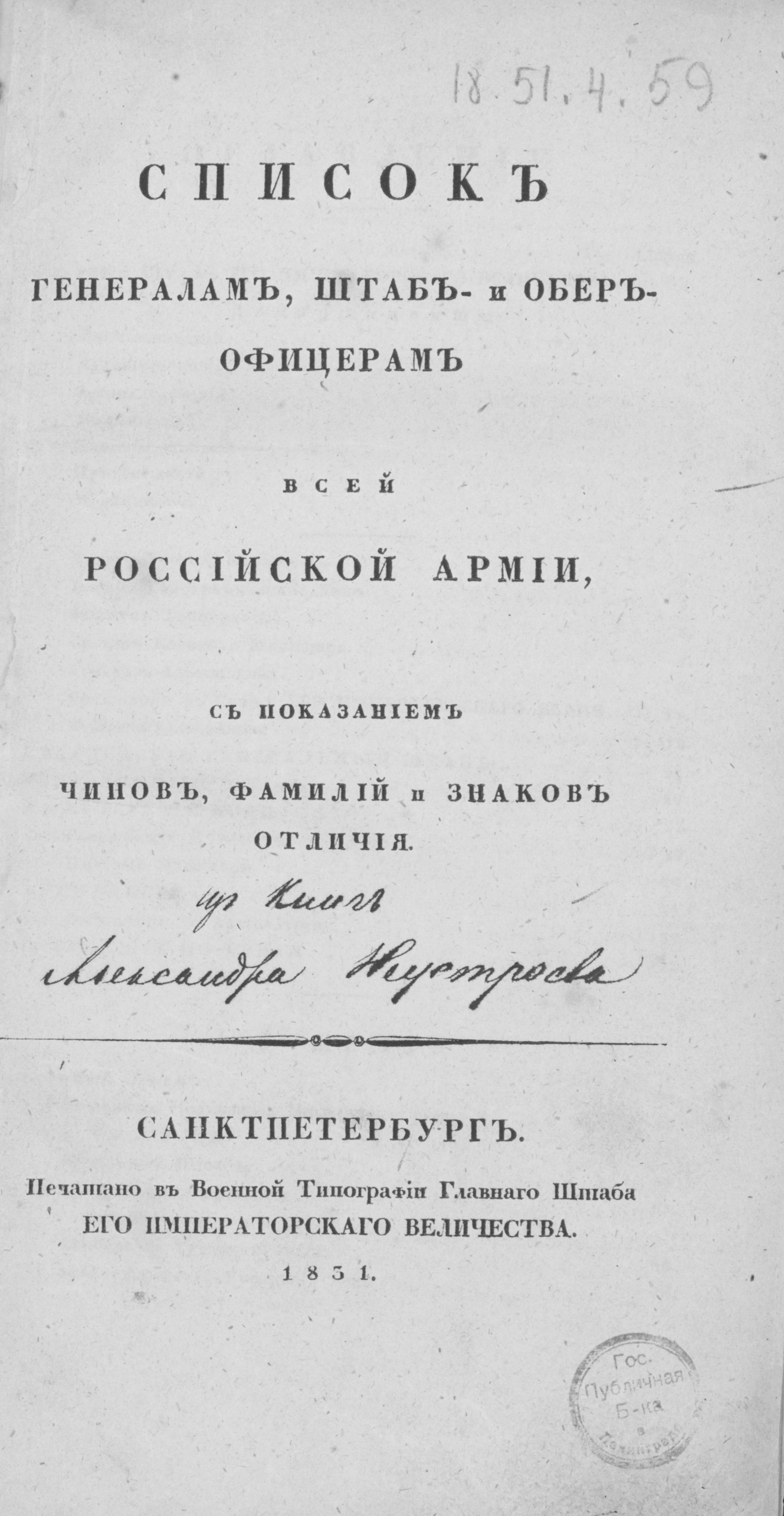
Титульный лист одной из книг, подаренных А. Н. Неустроевым Императорской публичной библиотеке, с автографом дарителя

Как библиограф создал себе имя фундаментальным трудом «Историческое разыскание о русских повременных изданиях и сборниках за 1703—1802 гг., библиографически и в хронологическом порядке описанных» (СПб., 1874). В этом труде были представлены 138 периодических изданий с указанием места выпуска, издателей, редакторов, сотрудников и анализом содержания. За этот труд А. Н. Неустроеву была присуждена Уваровская премия, лауреат отказался от денежного вознаграждения в пользу составителя аналогичного труда за первую половину XIX века. Выявил первое из известных в то время русское периодическое издание — «Ведомости о военных и иных делах, достойных значения и памяти, случившихся в московском государстве и во иных окрестных странах», издававшееся с 1703 года под редакцией Петра I. Установил, что первым русским частным периодическим изданием было «Праздное время, в пользу употребленное», выпускавшееся со 2 января 1759 года.
В качестве гласного Петербургской городской думы активно работал в комиссии по народному образованию. Был председателем правления Санкт-Петербургского столичного ломбарда, почётным членом Санкт-Петербургского совета детских приютов, почётным попечителем Шестой Санкт-Петербургской гимназии.
Являлся почётным вольным общником Императорской Академии художеств; почётным членом Императорской публичной библиотеки, Рязанского общества сельского хозяйства, Одоевского общества сельского хозяйства; почётным корреспондентом Румянцевского музея; действительным членом Сибирского отделения Русского географического общества; членом-корреспондентом Московского археологического общества и Одесского общества истории и древностей; членом-сотрудником Императорского Русского археологического общества; членом-соревнователем Физико-медицинского общества при Московском университете, Оренбургского физико-медицинского, Кавказского медицинского и Тамбовского медицинского обществ, членом Императорского российского общества садоводства.
Похоронен в Санкт-Петербурге на Большеохтинском кладбище рядом с первой женой и детьми.

## Награды
- Орден Святого Станислава 2-й степени (1874).
- Орден Святой Анны 2-й степени (1883).
- Орден Святого Владимира 4-й степени (1889).
- Уваровская премия

## Семья
- Первая жена — Анна Николаевна Неустроева (27.1.1827 — 20.8.1898)[5].
  - Дети[5]
  - Анна (1854—1854).
  - Сергей (1856—1856).
  - Александр (1856—1859).
  - Елизавета (1859—1861).
  - Александр (1860—1908) — сотрудник Императорского Эрмитажа, надворный советник, один из авторов «ЭСБЕ».
  - Николай (1861—1863).
  - Николай (9.5.1870 — 26.3.1901).
  - Владислав (1889 — 11.5.1909).
  - Георгий (1892 — 21.2.1908).
- Вторая жена (бракосочетание состоялось не ранее 1899 года) — Евгения Дорофеевна Неустроева (урождённая Степанова), дочь надворного советника, домовладелица[6][7].

## Избранная библиография
- Дело об убийстве Настасьи Минкиной // Русская старина. — 1870. — Т. IV.
- Моды в России сто лет назад // Русская старина. — 1873. — Т. VII.
- Письма митрополита Евгения к В. Г. Анастасевичу // Древняя и Новая Россия. — 1880. — Т. XVIII.
- Письма И. М. Снегирёва к В. Г. Анастасевичу // Древняя и Новая Россия. — 1881. — Т. XIX.
- Историческое разыскание о русских повременных изданиях и сборниках за 1703—1802 гг., библиографически и в хронологическом порядке описанных. — СПб., 1874.
- В. Г. Рубан. — СПб., 1896.
- Картинная Галерея Императорского Эрмитажа. Спб. 1898 г.